# Tunca Öğreten
Tunca Öğreten ist ein türkischer Journalist. Er war unter dem Vorwurf der Mitgliedschaft in einer Terrorunterstützung von 25. Dezember 2016 bis Anfang Dezember 2017 inhaftiert.
Er war Chefredakteur der Nachrichtensparte von Diken, einer türkischen News-Website. Er veröffentlichte geleakte E-Mails des Schwiegersohns des türkischen Präsidenten Recep Tayyip Erdoğan und des damaligen Energieministers Berat Albayrak. Öğreten wurde am 25. Dezember 2016 zusammen mit fünf weiteren Journalisten festgenommen. Der deutsche Journalist Deniz Yücel galt ursprünglich im selben Ermittlungsverfahren als verdächtigt, ehe das Verfahren gegen ihn abgetrennt wurde.
Laut Gerichtsakten wird Öğreten Mitgliedschaft in der in der Türkei verbotenen linksextremen Organisation (DHKP-C) vorgeworfen. Er bestreitet, jemals Mitglied dieser Organisation gewesen zu sein und verweist darauf, dass der einzige Beweis sei, dass über Twitter mittels eines Tweets einmal Verbindung zu der Gruppe bestand.